# 硅酸铝
硅酸铝（英語：或英語：）是一种硅酸盐，其化学式为Al2SiO5,由于多数硅酸盐的结构非常复杂，常不写成盐的形式而是写成金属各自的氧化物的形式，故硅酸铝常被写作Al2O3·SiO2。硅酸铝的密度为2.8到2.9克/厘米3,折射率为1.56，其莫氏硬度与矿石类型，含水量有关系，在4.5到7.5之间变化。硅酸铝粉末常用作防火材料，例如在玻璃工业上用作筑玻璃窑。

## 常见矿物
由硅酸铝组成的常见矿物有三种，多存在于变质岩中。
- 红柱石，属正交晶系。
- 蓝晶石，属三斜晶系
- 硅线石，有变种细硅线石，属正交晶系。

这三种矿石成分都是硅酸铝，但结构有所不同，故互为同质异晶体，其中的蓝晶石和硅线石常被作为指示矿物来研究变质作用的强弱，当矿石中出现硅线石区域时，从相图中可见经历过高温高压过程，故得知变质作用十分强烈。